# Huberopappus
Huberopappus là một chi thực vật có hoa trong họ Cúc (Asteraceae).

## Loài
Chi Huberopappus gồm các loài: